# Parmelia skultii
Parmelia skultii är en lavart som beskrevs av Hale. Parmelia skultii ingår i släktet Parmelia och familjen Parmeliaceae.   Inga underarter finns listade i Catalogue of Life.